# Sunshine 60
Sunshine 60 (サンシャイン60 Sanshain rokujū?) es un rascacielos de uso mixto de 60 plantas situado en Ikebukuro, Toshima, Tokio, al lado del complejo Sunshine City. En el momento de su finalización en 1978, el rascacielos de 239.6 m (786 ft) de altura fue el más alto de Asia, título que retuvo hasta 1985 cuando fue sobrepasado por 63 Building en Seúl. Sunshine 60 fue también el edificio más alto de Tokio y Japón hasta la finalización de edificio del Gobierno Metropolitano de Tokio en 1991.

## Construcción
Los cimientos de Sunshine 60 están hechos de hormigón armado. El segmento inferior del edificio también está reforzado con un esqueleto de acero. La parte superior de la torre tiene un esqueleto de acero con "muros de corte ranurado". Estos exclusivos muros fueron insertados entre las columnas del núcleo, permitiendo a los muros ajustarse a deformaciones en la estructura de acero causadas por terremotos y cizalladuras del viento, lo que ayuda a afirmar la integridad estructural. Un rígido sistema estructural crea la armadura. El equipamiento mecánico está situado directamente por encima del núcleo de la estructura en la azotea.
Sunshine 60 fue edificado en el lugar de la destruida Prisión de Sugamo, usada para albergar prisioneros de guerra japoneses durante la ocupación. El 23 de diciembre de 1948, siete prisioneros de guerra condenados de alta graduación (incluyendo al antiguo primer ministro Hideki Tojo) fueron colgados en la cárcel. En el moderno saber popular, se rumorea que la zona está encantada.

## Instalaciones
Como un rascacielos de uso mixto, el espacio de Sunshine 60 es usado para cosas variadas. Las plantas 1 a 9 son usadas como espacio comercial y albergan una oficina de correo, bancos, salas de exhibición, cafeterías, un centro de cuidado de la salud y un centro de cuidados diurnos. El espacio de oficinas ocupa las plantas 10 a 57. Los restaurantes se sitúan en las plantas 58 y 59.
Desde la planta 60, los visitantes pueden divisor hasta 100 km en un día claro desde la plataforma de observación de Sunshine 60. Para que los visitantes alcancen la plataforma rápidamente, uno de los 40 ascensores de la torre lleva a los pasajeros directamente desde el vestíbulo a una velocidad de 600 metros por minuto (36 km/h). Este ascensor es uno de los más rápidos del mundo.

### Inquilinos
Las plantas de oficinas albergan las sedes de Credit Saison, FamilyMart, NTT Plala y Sammy Corporation, entre otros inquilinos.